# Куцовка (Кировоградская область)
Куцо́вка (укр. Куцівка) — село в Новгородковской поселковой общине Кропивницкого района Кировоградской области Украины.
До 2020 года входило в Новгородковский район
Население по переписи 2001 года составляло 630 человек. Почтовый индекс — 28227. Телефонный код — 5241. Код КОАТУУ — 3523482401.